# Mikołaj Kaleński
Mikołaj Kaleński herbu Jelita – regent grodzki kijowski i pisarz grodzki żytomierski w 1767 roku, wicemarszałek i konsyliarz konfederacji targowickiej, starosta niżyński w 1792 roku.